# Wiedemann (Familienname)
Wiedemann ist ein deutscher Familienname.

## Herkunft und Bedeutung
Wiedemann ist ein Berufsname zum frühneuhochdeutschen widman (=Bauer).

## Varianten
- Weidemann
- Wied
- Wiede
- Wiedmann

## Namensträger

### A
- Adam Wiedemann (* 1967), polnischer Schriftsteller
- Albert Wiedemann (1880–1952), deutscher Politiker (DVP, DNVP), MdR
- Alfred Wiedemann (Ägyptologe) (1856–1936), deutscher Ägyptologe
- Alfred Wiedemann (Schriftsteller) (1867–1920), deutscher Schriftsteller
- Alfred Wiedemann (Mathematiker) (* 1952), deutscher Mathematiker
- Andreas Wiedemann († 1591), Abt der Klöster Saar, Plass, Königsaal, Sedlitz, Skalitz und Neuzelle
- Anton Wiedemann (Politiker, 1862) (1862–1926), deutscher Politiker (Zentrum), MdL Baden
- Anton Wiedemann (Politiker, 1892) (1892–1966), deutscher Politiker (BVP), MdR
- Anton Wiedemann (Eishockeyspieler) (1911–1953), deutscher Eishockeyspieler
- Antonia Wiedemann (* 1999), deutsche Schauspielerin
- Arnd Wiedemann (* 1962), deutscher Betriebswirtschaftler
- August Wiedemann (Sänger, 1792) (1792–1852), deutscher Sänger (Tenor) und Schauspieler
- August Wiedemann (Sänger, II), deutscher Sänger (Bass)

### B
- Barbara Wiedemann (* 1953), deutsche Literaturwissenschaftlerin
- Bonifatia Wiedemann (* 1934), deutsche Ordensschwester
- Brit Wiedemann (* 1967), deutsche Volleyballspielerin

### C
- Carolin Wiedemann (* 1983), Journalistin und Soziologin
- Charlotte Wiedemann (* 1954), deutsche Journalistin und Autorin
- Christian Wiedemann (Architekt) (1678–1739), deutscher Architekt und Baumeister
- Christian Wiedemann (Komponist) (* 1955), deutscher Musiker und Komponist
- Christian Rudolf Wiedemann, siehe Rudolf Wiedemann (Mediziner)
- Conrad Wiedemann (* 1937), deutscher Germanist und Literaturhistoriker
- Cordula Wiedemann (* 1946), deutsche Schauspielerin

### D
- Dagmar Wiedemann (* 1950), deutsche Rechtsanwältin und Politikerin (SPD)
- Dieter Wiedemann (Radsportler) (* 1941), deutscher Radrennfahrer
- Dieter Wiedemann (Medienwissenschaftler) (* 1946), deutscher Medienwissenschaftler und -pädagoge

### E
- Eduard Wiedemann (1907–1947), deutscher Biologe
- Eilhard Wiedemann (Physiker) (1852–1928), deutscher Physiker
- Eilhard Wiedemann (Forstwissenschaftler) (1891–1950), deutscher Forstwissenschaftler
- Elisabeth Wiedemann (1926–2015), deutsche Schauspielerin
- Emil Wiedemann (* um 1985), deutscher Mathematiker und Hochschullehrer
- Erich Wiedemann (* 1942), deutscher Journalist und Schriftsteller
- Erik Wiedemann (1930–2001), dänischer Musikwissenschaftler
- Ernst Wiedemann (Lehrer) (1883–1958), deutscher Lehrer und Museumsgründer
- Ernst Wiedemann (Geistlicher) (1930–2001), deutscher katholischer Geistlicher, Domkapitular und Prälat
- Erwin Wiedemann (1902–1988), Schweizer Ingenieur und Astronom
- Eugen Wiedemann (1901–1969), deutscher Maschinenbauingenieur und Autor
- Eva Wiedemann (* 1988), deutsche Schauspielerin

### F
- Felix Wiedemann (Historiker) (* 1974), deutscher Historiker
- Felix Wiedemann (Kameramann), britischer Kameramann
- Ferdinand Wiedemann (1805–1887), deutschbaltischer Sprachforscher und Volkskundler
- Florian Wiedemann (* 1981), deutscher Politiker, Landrat des Landkreises Bayreuth
- Frank Wiedemann (* 1973), deutscher Musiker und Labelbetreiber
- Franz Wiedemann (1821–1882), deutscher Pädagoge und Autor
- Franz P. Wiedemann (1886–1936), deutscher Autor
- Friedrich Wiedemann (Orgelbauer) (1842–1878), deutscher Orgelbauer
- Fritz Wiedemann (Offizier) (1891–1970), deutscher Hauptmann und Adjutant Adolf Hitlers
- Fritz Wiedemann (Künstler) (1920–1987), deutscher Maler und Bildhauer

### G
- Georg Wiedemann (Chorleiter) (1929–2021), deutscher Lehrer und Musikschulgründer
- Georg Friedrich Wiedemann (1787–1864), deutscher Theologe und Philosoph
- Georg-Heinrich Wiedemann (* 1956), deutscher Weinessighersteller und Autor
- George Wiedemann (1833–1890), deutscher Brauer
- Gerhard Wiedemann (1909–1997), deutscher Ingenieur
- Gerhard Wiedemann (Jurist) (* 1949), deutscher Jurist
- Guillermo Wiedemann (1905–1969), deutsch-kolumbianischer Maler
- Günther Wiedemann (1920–2014), deutscher Arzt und Politiker
- Gustav Heinrich Wiedemann (1826–1899), deutscher Physikochemiker

### H
- Hans Wiedemann (Politiker) (1888–1959), deutscher Politiker (CDU), MdV
- Hans Wiedemann (Kanute), deutscher Kanute
- Hans Wiedemann (Bürgermeister) (* 1935), deutscher Politiker, Bürgermeister von Eckernförde
- Hans Wiedemann (Komponist), deutscher Komponist
- Hans Müller-Wiedemann (1924–1997), deutscher Arzt und Heilpädagoge
- Hans-Georg Wiedemann (1936–2015), deutscher Theologe und Sexualberater
- Hans-Rudolf Wiedemann (1915–2006), deutscher Pädiater und Autographensammler
- Heidine Wiedemann († 1585), Opfer der Hexenverfolgung, siehe Schloss Noschkowitz
- Heinrich Wiedemann (Jurist) (1889–nach 1970), deutscher Anwalt, Richter und Ministerialbeamter
- Heinrich Wiedemann (Schriftsteller) (1913–1993), deutscher Schriftsteller
- Herbert Wiedemann (1932–2021), deutscher Jurist und Hochschullehrer
- Hermann Wiedemann (1879–1944), deutscher Opernsänger

### J
- Jasmin Wiedemann (* 1966), deutsche Journalistin
- Jochen Wiedemann (* 1952), deutscher Kraftfahrzeugtechnik und Hochschullehrer
- Johann Christoph Wiedemann (1730–1794), deutscher Orgelbauer
- Johannes Wiedemann (* 1992), deutscher Eishockeytorwart
- Josef Wiedemann (Orgelbauer) (1819–1868), deutscher Orgelbauer
- Josef Wiedemann (Komponist) (1828–1919), österreichischer Komponist
- Josef Wiedemann (1910–2001), deutscher Architekt
- Julia Wiedemann (* 1996), deutsche Schauspielerin
- Julius Wiedemann (* 1974), brasilianischer Autor und Designer

### K
- Karin Wiedemann (* 1948), deutsche Politikerin (CDU)
- Karl Wiedemann (Politiker) (1904–1981), deutscher Politiker (KPD), MdL Bayern
- Karl Wiedemann (SS-Mitglied) (1906–1968), deutscher SS-Obersturmführer
- Karl Wiedemann von Warnhelm (um 1804–1881), österreichischer Generalmajor
- Klaus Wiedemann (Mediziner, 1940) (* 1940), deutscher Anästhesist und Hochschullehrer
- Klaus Wiedemann (Mediziner, 1955) (* 1955), deutscher Psychiater und Hochschullehrer
- Kurt Wiedemann (1899–1982), deutscher Buchdrucker, Volkswirt und Kulturfunktionär

### L
- Lilly Wiedemann (* 2002), deutsche Schauspielerin

### M
- Manuel Wiedemann (* 1983), Schweizer Filmemacher
- Maria Giovanna Cubeddu Wiedemann (1961–2018), italienische Rechtswissenschaftlerin und Hochschullehrerin
- Max Wiedemann (* 1977), deutscher Filmproduzent
- Melitta Wiedemann (1900–1980), deutsche Journalistin und Publizistin
- Michael Wiedemann (Theologe) (1659–1719), deutscher Theologe, Pfarrer und Kirchenlieddichter
- Michael Wiedemann (Baumeister) (1661–1703), deutscher Baumeister und Architekt
- Michael Wiedemann (Filmproduzent) (* 1949), deutscher Filmproduzent und Herstellungsleiter
- Mirijam Wiedemann, deutsche Sachbuchautorin

### N
- Nathalie Wiedemann (* 1974), deutsche Kamerafrau

### O
- Otto Wiedemann (1869–1957), deutscher Maler

### P
- Paul Wiedemann (Bürgermeister) (1579–1650), Bürgermeister von Wien, Ratsherr und Stadtrichter
- Paul Wiedemann (Wirtschaftswissenschaftler) (* 1944), US-amerikanischer Wirtschaftswissenschaftler und Hochschullehrer
- Peter Wiedemann (* 1953), deutscher Augenarzt und Hochschullehrer

### R
- Rainer Wiedemann (Ingenieur) (* 1935), deutscher Verkehrsingenieur
- Rainer Wiedemann (Fußballspieler) (1966–2024), deutscher Fußballspieler
- Reiner Wiedemann (* 1939), deutscher Fußballspieler
- Rolf Wiedemann (1922–1995), deutscher Dirigent und Komponist
- Rudolf Wiedemann (Mediziner) (1770–1840), deutscher Mediziner, Hochschullehrer und Entomologe
- Rudolf Wiedemann (Manager) (* 1951/1952), deutscher Industriemanager

### S
- Sepp Wiedemann (* 1941), Fußballspieler und Judoka
- Sonja Wiedemann (* 1977), deutsche Rennrodlerin

### T
- Theodor Wiedemann (1823–1901), deutscher Theologe und Historiker
- Theodor Heinrich Wiedemann (1808–1862), deutscher Jurist, MdL Kurhessen
- Thomas E. J. Wiedemann (1950–2001), britischer Althistoriker

### U
- Ute Wiedemann (* 1954), deutsche Politikerin (SPD), MdL Sachsen-Anhalt

### V
- Verena Wiedemann (* 1957), deutsche Juristin
- Vinca Wiedemann (* 1959), dänische Drehbuchberaterin und Filmeditorin

### W
- Wilhelm Wiedemann (1821–1886), deutscher Politiker, württembergischer Landtagsabgeordneter
- Wolfgang Wiedemann (Zahnmediziner) (* 1944), deutscher Zahnmediziner und Hochschullehrer
- Wolfgang Wiedemann (* 1957), deutscher Leichtathlet